# 平郭県 (鉄嶺市)
平郭県（へいかく-けん）は中華人民共和国遼寧省にかつて存在した県。現在の開原市北東部に相当する。
遼代に設置された咸平県を前身とする。金代になると1167年（大定7年）、平郭県と改称され、咸平府の府治とされた。明代に廃止されている。